# Leptomastidea bifasciata
Leptomastidea bifasciata är en stekelart som först beskrevs av Mayr 1876.  Leptomastidea bifasciata ingår i släktet Leptomastidea och familjen sköldlussteklar. Inga underarter finns listade i Catalogue of Life.